# Ванаг, Джозеф
Джо(зеф) Ванаг (англ. Joseph Paul Wanag; род. 2 августа 1966, Уилтон) — американский дзюдоист, чемпион и призёр чемпионатов США, призёр Панамериканского чемпионата, призёр Панамериканских игр и чемпионата мира, участник летних Олимпийских игр 1992 года в Барселоне.

## Карьера
Выступал в средней весовой категории (до 86 кг). В 1983—1991 годах трижды становился чемпионом США, и ещё трижды — бронзовым призёром. В 1991 году стал чемпионом Панамериканских игр в Гаване и серебряным призёром чемпионата мира в Барселоне. На следующий год стал бронзовым призёром Панамериканского чемпионата. На Олимпиаде в Барселоне занял 21-е место.